# Covenant (finansiering)
En covenant är ett krav formulerat som ett finansiellt nyckeltal eller annat finansiellt eller icke-finansiellt mått som ställs som villkor av en bank vid utfärdande av en kredit. Ordet kommer från engelskans covenant vars innebörd är att lova att avstå från en viss åtgärd. 
Inom bankväsendet kan olika covenanter användas vid utfärdande av lån eller andra former av krediter. Användandet av covenanter var ursprungligen vanligast inom de anglosaxiska finansmarknaderna men användandet har spridit sig. Innebörden av en covenant är att låntagaren förbinder sig att uppfylla vissa villkor vid en eller flera givna tidpunkter. Om covenanterna inte infrias äger långivaren rätt att ändra lånevillkoren eller säga upp krediten till betalning.

## Exempel på covenanter
Då användandet av covenanter har spridit sig till den svenska finansmarknaden från främst Storbritannien och USA formuleras ofta villkoren på engelska. Följande är exempel på vanliga finansiella covenanter:
- ICR, Interest Cover Ratio, räntetäckningsgrad. Hur väl fritt kassaflöde eller rörelseresultat räcker för att täcka räntekostnader
- DSCR, Debt Service Cover Ratio, samma som ICR men även med beaktande av amorteringar
- Soliditet, låntagarens eget kapital i förhållande till totala tillgångar
- LTV, Loan to Value, lånets värde jämfört med marknadsvärdet på en viss tillgång eller samtliga nettotillgångar

Det är också vanligt med icke-finansiella covenants
- Förändrad ägarbild, om en huvudägare lämnar kan lånevillkoren komma att förhandlas om eller sägas upp
- Förlust av en viss stor kund för ett tillverkande företag eller nya stora vakanser i ett fastighetsbestånd
- Rapportering av viss information till banken vid givna tidpunkter
- Förbud mot upptagande av andra krediter eller pantsättning
- Cross Default, om annan bank säger upp sin kredit till låntagaren kan alla krediter förfalla

## Konsekvenser av användande av covenanter
Covenanter används av banker och andra kreditinstitut med syfte att minska osäkerhet och därmed risk. Väl formulerade och relevanta covenanter kan ge en god indikation av hur väl låntagaren klarar sig och därmed hur sannolikt det är att låntagaren kan uppfylla sina åtaganden. Brott mot covenanter behöver inte medföra att krediten sägs upp, det kan även vara villkorat att låntagaren måste ställa ytterligare säkerheter, göra extra amorteringar eller betala in medel på konton som tills vidare är spärrade för uttag. 
För låntagaren kan covenanter utgöra en begränsning i friheten att fatta beslut. Rapporteringen kan eventuellt vara betungande och beroende på hur svåruppnåeliga och påverkbara kraven är kan covenanter utgöra osäkerhet om bolagets finansiering på kort och lång sikt. Fördelen för en låntagare kan vara att covenanter gör det möjligt att alls få extern bankfinansiering eller att accepterandet av villkoren gör det möjligt att sänka kreditkostnaden. Det finns även ett värde i tydligheten i uttalade villkor jämfört med mer allmänt hållna lånevillkor.